# Torovenado
Torovenado es una comparsa popular satírica, una danza festiva revestida de augurios y mitos que se realiza en la ciudad de Masaya, en Nicaragua. Reviste un sino religioso porque está enmarcada dentro de las celebraciones en honor a san Jerónimo, el santo custodio de la ciudad.

## Historia

### Origen
Cuentan que el primer Torovenado fue sacado por Botoy
, un cacique monimboseño en una fecha pérdida en el tiempo.
Los datos del origen de esta fiesta popular son variados. Los investigadores no llegan a consenso sobre el surgimiento. 
Para algunos, se originó en la ciudad de Masaya como contraparte al significado de la ciudad en lengua náhuatl ("Mazalt" = Venado, "Yan" = lugar. "lugar de los venados"). 
Para otros estudiosos, la tradición comienza porque en los inicios de las fiestas de san Jerónimo, en los tiempos de la Conquista de América se hacía el baile con un toro y un venado, significando así las confluencias de poderes: el toro representaba al pueblo español y el venado simbolizaba al sol y la luna señora del bosque.
El Torovenado es un sincretismo mítico-religioso: el toro, español altivo, bruto y fuerte. El venado, es el poder mítico indígena: sagaz, listo, inteligente, difícil de atrapar.
El baile es una mezcla entre antaño y la actualidad. Durante la danza se tocan pitos y tambores, se defiende una tal "María" de un tigre al grito de: 
"¡Jule María que te coge el tigre!".
El tigre es la representación del enemigo y los otros personajes que actúan en la danza son también animales.

### Época contemporánea
En 1961, Elías e Israel Rodríguez Zelaya, dos jóvenes monimboseños, decidieron rescatar esta fiesta popular ancestral y fundaron la "Cofradía del Gran Torovenado del Pueblo" organizada en Hueves, que son la máxima autoridad, el Consejo de Ancianos, los Principales y los Tayacanes, conforme antiguas organizaciones indígenas.

## Cofradías
- "Cofradía del Gran Torovenado del Pueblo "Elías e Israel Rodríguez Zelaya""
  - Es el más grande porque congrega a más público, pero se alejó un poco de las raíces ancestrales porque participan carrozas motorizadas patrocinadas por empresas comerciales con motivos ajenos al original contexto religioso y popular.
  - Las autoridades son las siguientes:
    - Mayordomía del Gran Torovenado del Pueblo
    - Mayordomía de Los Agüizotes
    - Alcaldía de Vara

- "Cofradía del Torovenado "El Malinche" de Doña Carmen Toribio In Memoriam"
  - Llamado así porque sus participantes salían de la casa de la familia Toribio portando ramas del árbol de Malinche, fue fundado en 1945 y nació como una procesión en pago de una promesa a san Jerónimo de doña Carmen Toribio. Al año siguiente se convirtió en un desfile carnavalesco hasta hoy. Es considerado el más auténtico porque se mantiene libre de influencias de casas comerciales y de expresiones importadas.

## Fechas importantes
En junio es el Inicio de la Fiesta por los Cofrades.
En julio es la Elección de las Autoridades, nombrando mayordomías de colaboradores, petición de premios para los mejores disfrazados y comparsas. 
En agosto es el Requerimiento a los Electos.
En septiembre ocurre el Traspaso de Poderes en la Plaza de la iglesia "María Magdalena", acto en donde se hace la juramentación e imposición de bandas a los mayordomos del Torovenado, de los aguizotes y el Alcalde de Vara, con sus respectivas reinas (Reina del Torovenado, Reina de los Agüizotes), y la India Bonita del Torovenado; premiación de los Cofrades destacados y colaboradores con las Órdenes del Olote, del Cuero y de la Cruz Gardánica; la máxima condecoración.
El 20 de septiembre los Cofrades desfilan desde la iglesia María Magdalena hasta la iglesia de San Jerónimo para estar presentes en la Bajada de la venerada imagen de "Tata Chombo", el Santo Patrono, dando inicio a las celebraciones en su honor que duran tres meses. 
En octubre es el Baile Popular de "La Mocuana". 
El último jueves de octubre es la Vela del Candil. 
Al día siguiente es la Procesión de los Ahuizotes, saliendo de la iglesia María Magdalena a las ocho de la noche y terminando cerca de la media noche.
El último domingo de octubre es el Torovenado. El día comienza con "la Diana" matutina que despierta y alegra a los pobladores. A las 10 de la mañana, la Cofradía se reúne en el Parque Central "Julio Cesar", saliendo en imponente desfile encabezado por el Cabeza de Toro y Venado, que va bailando. Después las Banderas de la República de Nicaragua y la del Torovenado, con los Estandartes, seguidos por "Los Mazahuales", niños ataviados como hijos de Quetzalcóatl]], la Serpiente Emplumada que volaba y se transformaba en hombre, dios mitológico de Monimbó, quien les enseñó el uso del fuego para cocer sus alimentos y alumbrarse en las noches sin lunas. Siguen los Mayordomos con sus Reinas, luciendo lindos vestidos tradicionales de multicolores, todos con sus Bandas, símbolos de autoridad, y por último los Cofrades, acompañados de alegres Chicheros y tronar de pólvora para marchar a la iglesia María Magdalena a sacar al Gran Torovenado del Pueblo, deleitando los disfrazados a los miles de turistas nacionales y extranjeros que asisten.
El Torovenado tiene sus raíces en el humor de nuestros ancestros, para burlarse de personajes del momento sin distingo de clases sociales, remedándolos y representándolos en un teatro callejero.